# Скорпенові
Скорпенові (Scorpaenidae) — родина здебільш морських риб, що містить найбільше число отруйних видів. Представники родини мають жалоподібні шипи на плавцях або забрових кришках, а також отруйну мукозу. Родина містить сотні представників. Поширені в тропічних і помірних морях, але більшість мешкає в Індо-Пацифіці.

## Роди
- Brachypterois
- Dendrochirus
- Ebosia
- Hoplosebastes
- Idiastion
- Iracundus
- Neomerinthe
- Neoscorpaena
- Parapterois
- Parascorpaena
- Phenacoscorpius
- Pogonoscorpius
- Pontinus
- Pteroidichthys
- Pterois
- Pteropelor
- Rhinopias
- Scorpaena
- Scorpaenodes
- Scorpaenopsis
- Sebastapistes
- Taenianotus
- Ursinoscorpaenopsis